# LaborMed Pharma
LaborMed Pharma este o companie producătoare de medicamente din România, fondată în anul 1991.
În decembrie 2007 LaborMed Pharma a fost preluată de fondul de investiții Advent International pentru suma de 123 milioane de euro.
În anul 2007, compania deținea 2% din piața de medicamente din România.
LaborMed produce numai medicamente generice, la fel ca alți fabricanți de tradiție precum Antibiotice Iași sau Terapia Cluj-Napoca și în noiembrie 2009 se situa pe locul al 9-lea în topul celor mai mari companii farma din România, cu o cotă de 9%.
Număr de angajați în 2007: 470
Cifra de afaceri:
- 2008: 30 milioane Euro[5]
- 2007: 28 milioane euro[1]